# Tvrtko II. Kotromanić
Stjepan Tvrtko II. Kotromanić (Bobovac, oko 1380. – 22. studenoga 1443.), bosanski kralj iz dinastije Kotromanića; živio je i vladao u vrlo burnom razdoblju bosanske povijesti gdje su se smjenjivali utjecaji dviju sila (smanjujuće Ugarske s jedne strane i rastuće sile Osmanskog Carstva), tako da je vladao u tri razdoblja (1404. – 1409., 1421. – 1433., te 1435. – 1443.). Bio je katolik, kao i većina tadašnjeg stanovništva u Bosni i Hercegovini. Kao vladar, Tvrtko II. je zasigurno jedan od najvještijih bosanskih kraljeva, ako uzmemo u obzir okolnosti pod kojima je vladao.

## Životopis
Tvrtko II. Kotromanić je rođen oko 1380. godine u bosanskom kraljevskom gradu Bobovac. Upitno je tko je bila majka Tvrtka II., je li to bila neka ljubavnica kralja Tvrtka I. ili bugarska princeza Doroteja Bugarska. Povjesničari više podržavaju teoriju da je majka Tvrtka II. bila Doroteja. Zbog tadašnjih crkvenih zakona i vjerskih prilika u Bosni, izuzetno je teško ustanoviti što znači zakoniti, a što nezakoniti sin, te samim tim i ime majke Tvrtka II. Kotromanića. Tvrtko I. Kotromanić je 1382. godine izdao povelju Dubrovčanima u kojoj spominje svoga sina, ali ne imenom. Ako se uzme da je u toj povelji spomenut baš Tvrtko II., te da je njegova majka kraljica Doroteja, kako smatra Pavo Živković, autor njegova životopisa, i većina povjesničara, proizilazi da je Tvrtko II. rođen između 1374. godine, kada su se vjenčali Tvrtko I. i Doroteja Bugarska, i 1382. godine, kada je prvi put spomenut. Odlomak iz 1382. godine u kojem je prvi put spomenut Tvrtko II. danas se čuva u Dubrovačkom muzeju. Pokraj Tvrtka II. Tvrtko I. je imao još djece (navedena su Tvrtkova polubraća i polusestre): Jelenu, koja je bila supruga Przemeka I. Opavskog, potom Vuka Banića, koji je bio izvanbračni sin Tvrtka I. i njegove ljubavnice Grubače i Stjepana Ostoju, koji je bio izvanbračni sin Tvrtka I. i najvjerojatnije plemkinje Vukoslave.
Tvrtko II. je živio na dvoru Bobovac sve do očeve smrti. Tvrtko II. je trebao nakon smrti Tvrtka I. naslijediti krunu, ali u to vrijeme Tvrtko II. je imao 9 ili 10. godina, pa ga zbog njegove mladosti plemići nisu željeli postaviti na vlast. Prijestolje je naslijedio Tvrtkov stric, Stjepan Dabiša. Četiri godine kasnije Dabiša je umro, a kako je Tvrtko II. još uvijek bio maloljetan, za Dabišinu nasljednicu je izabrana njegova udovica, Jelena Gruba. Međutim, nju već 1398. godine plemstvo smjenjuje i na prijestolje postavlja ne Tvrtka II., već njegovog izvanbračnog polubrata, Stjepana Ostoju.
Godine 1404. plemstvo skida s vlasti prokraljevski orijentiranog Stjepana Ostoju, koji je za njih bio previše autoritativan i neovisan od njih. Uz podršku velikog vojvode Hrvoja Vukčića Hrvatinića i Sandalja Hranića Kosače Tvrtko II. je izabran za Ostojinog nasljednika. Tvrtko II. je očito bio Hrvatinićeva marioneta, te je čak i živio na njegovom posjedu na Sani. U proljeće 1405. godine Hrvatiniću je dao na upravljanje najbogatiji rudnik svoga posjeda, grad Srebrenicu, vjerojatno ne dragovoljno. Pod njegovim utjecajem je stao na stranu napuljskog kralja Ladislava Napuljskog, koji je polagao pravo na hrvatsko-ugarsku krunu. Moguće je da je glavni razlog Kosačinog podržavanja Tvrtka II. bila njegova želja da otme zemlju oko Trebinja Radiću Sankoviću kojeg je Stjepan Ostoja podržavao, što je na kraju i uspio. Dok god su Hrvatinić i Kosača, najmoćniji plemići tog razdoblja, bili u savezu, kralj Tvrtko II. nije imao šansi uspostaviti svoj autoritet.
Ostoja je nakon zbacivanja uspio izbjeći zatvaranje i pobjeći na ugarski dvor kod hrvatsko-ugarskog kralja Žigmunda, koji mu je odmah obećao vojnu pomoć. U lipnju 1404. godine kraljevska vojska osvojila je Usoru i Bobovac, gdje je počeo stolovati kao kraljev kandidat, dok je ostalo plemstvo podržavalo Tvrtka II. Kotromanića. Iako ga je većina plemstva priznavala za vladara, Tvrtko II. nikada nije uspio u potpunosti se riješiti svog brata, koji je u prebivao u prijestolnici i kod sebe čuvao kraljevsku krunu. Sukobi sa Žigmundom su se nastavili sve do presudne bitke kod Dobora u rujnu 1408. godine, kada je Žigmundova vojska odnijela odlučujuću pobjedu. Sljedeću godinu Tvrtko je proveo u Bosni, nazivajući se kraljem i kontaktirajući s Dubrovnikom, ali je sve brže i brže gubio podršku. Do kraja iste godine Stjepan Ostoja je ponovno bio neosporeni bosanski vladar. Tvrtku II. se tada u primarnim povijesnim izvorima gubi svaki trag sve do 1414. godine, kada se saznaje da živi nedaleko od Dubrovnika, na posjedu kneza Pavla Radinovića, brata kraljice Kujave Radinović, supruge svoga brata Stjepana Ostoje.
Godine 1414. se na vojnopolitičkoj sceni pojavljuje novi snažan čimbenik, i to u obliku Osmanskog Carstva. Ono podržava bosansko plemstvo, proglašavajući istodobno priznanje samo Tvrtka II. kao legalnog bosanskog kralja, Ubrzo dolazi do sukoba između Stjepana Ostoje i hrvatsko-ugarskog kraljevstva s jedne i Tvrtka II i Osmanskog Carstva s druge strane. Stjepan Ostoja i njegovi ugarski pomagači su sasvim poraženi u srednjoj Bosni 1415. godine, iako se on nekako održava na vlasti, a poslije njegove smrti i njegov sin Stjepan Ostojić, postaje kraljem Bosne. Konačno 1420. godine Tvrtko II. ponovno preuzima prijestolje. Okrunjen je u kolovozu ili rujnu 1421. godine.
Povrativši vlast, Tvrtko II. je uz osmansku podršku i podršku vodećeg plemstva uspostavio dvor u Visokom. 1420-tih vladao je neosporen i mirno. Zbog problema na drugim mjestima, Osmanlije su manje fokusirale svoju agresiju na zapad tijekom tog razdoblja, što je omogućilo posjedima Tvrtka II. veću neovisnost i jačanje ekonomije. Iskopavanja u bosanskim rudnicima su dosegla svoj vrhunac ranih godina druge vladavine Tvrtka II. Kotromanića. Značajno se povećao broj dubrovačkih trgovaca, a potpisao je i trgovački sporazum s Mletačkom republikom što je naljutilo Dubrovčane, ali je izuzetno povoljno utjecalo na razvoj ekonomije. Novi odnosi s Mletačkom republikom zasmetali su i njezinom velikom neprijatelju, Osmanskom Carstvu, koje je 1424. godine većim napadom poslalo jasnu poruku Tvrtku II. da se ne udružuje s njom, što je i poslušao jer mu Mletačka republika nije mogla pomoći u borbi protiv Osmanlija.
Prijekid odnosa s Mlečanima nije značio poboljšanje odnosa Tvrtka II. s Dubrovčanima, koji su 1424. godine pružili azil njegovom rođaku ili drugom izvanbračnom polubratu, Vuku Baniću, koji mu je pokušao oduzeti vlast. Odnosi su se još više pogoršali kada je Tvrtko II., uz pomoć Dubrovčana, iskoristio prigodu i pokušao povratiti Srebrenicu koju je bila zauzela Srbija, dok se borila s Osmanlijama. Nije uspio, a Stefan Lazarević je nastavio pustošiti njegov teritorij.
Vidjevši da Mletačka republika nije koristan saveznik kakav mu je bio potreban za sukob s Osmanlijama, Tvrtko II. obnavlja vjernost hrvatsko-ugarskom kralju, sporazumima iz 1425. i 1426. godine. Ovaj potez Osmanlije su protumačile kao neprijateljski čin i napale njegov teritorij, prisilivši Tvrtka II. da i osmanskog sultana prizna kao suzerena te mu pristane isplaćivati godišnji danak. Očajno mu je bila potrebna ugarska pomoć, što je kralj Žigmund znao, pa je zatražio od njega da za prijestolonasljednika prizna celjskog grofa Hermana II., koji je bio sin Katarine Kotromanić Celjske i otac Žigmundove supruge, kraljice Barbare. Ovaj plan je bio izuzetno nepopularan među lokalnim plemićima koji nisu željeli niti da hrvatsko-ugarski kralj dobije više vlasti u Bosni niti da time isprovociraju Osmanlije. Vuk Banić je kontaktirao nezadovoljno plemstvo, a Tvrtko II., svjestan mogućnosti pobune plemstva, požurio je osigurati kraljevu podršku i 1427. godine priznao 62-godišnjeg Hermana za prijestolonasljednika. Sljedeće godine produbio je savez s kraljem oženivši Doroteju Gorjansku, kćerku hrvatskog bana Ivana. Rimokatolička crkva se usprotivila braku, te ga je dopustila tek kada se papa uvjerio u odanost Tvrtka II. Rimokatoličkoj crkvi. Sam Tvrtko II. je papi priznao postojanje krstajana u svojoj zemlji. Vjenčanju iz prosvjeda nisu nazočili Kosača, Radoslav Pavlović, i Zlatonosovići.
Godine 1432. Tvrtku se pojavljuje nova prijetnja u vidu njegovog bratića, Radivoja Ostojića, nezakonitog sina Stjepana Ostoje. Radivoj je uz osmansku pomoć vladao većim dijelom istočne Bosne u razdoblju od 1433. do 1435. godine. Jedan od Tvrtkovih malobrojnih saveznika među plemstvom bio je vojvoda Juraj Vojsalić, Hrvatinićev nasljednik. Radivoj je uz Sandaljevu pomoć zavladao cijelom istočnom Bosnom, dok je Tvrtko II. zadržao vlast nad središnjom (Donji Kraji) i sjeverozapadnom Bosnom (Usorom). Godine 1434. Radivoj je zauzeo Bobovac, gdje se čuvala kraljevska kruna. Iste godine Tvrtku II. je hrvatsko-ugarski kralj pritekao u pomoć i uspio mu povratiti velik dio kraljevstva, ali su se protivnici vratili sljedeće godine; sam Tvrtko II. se našao na ugarskom dvoru 1435. godine. Za vrijeme svoje druge vladavine morao se boriti i protiv spletki i urota koje je stvarala bivša supruga njegovog brata, kraljica Kujava.
Kralj Tvrtko II. je umro 22. studenoga 1443. godine. Njegovu vladavinu obilježila je obnova bosanskih gradova i jačanje utjecaja franjevaca. Nadživio je Hermana, a radi nestabilnosti ostatka hrvatsko-ugarske države nije bilo nikoga tko bi podržao njegovog sina i nasljednika, grofa Fridrika II. Naslijedio ga je Stjepan Tomaš, mlađi izvanbračni sin njegovog polubrata Ostoje, kojeg je sam Tvrtko II. vjerojatno proglasio prijestolonasljednikom (što je Tomaš i tvrdio u jednoj svojoj povelji) umjesto Radivoja kojeg je mrzio. Za vrijeme kralja Tvrtka II. ponovno počinje kovanje novca.
Tvrtko je bio vjenčan tijekom svoje prve vladavine. Dubrovčani 1409. godine spominju "kraljicu, ženu bosanskog kralja Tvrtka II.". Međutim, ime njegove prve supruge nije sačuvano. U proljeće 1428. godine Tvrtko II. je oženio Doroteju Gorjansku, kćer hrvatskog bana Ivana Gorjanskog i rodicu u trećem koljenu cara Žigmunda. Nije razjašnjeno pitanje njihovog potomstva. Kako izvori ne spominju djecu kraljevskog para, može se pretpostaviti kako ih nije ni bilo. Međutim, arheološkim istraživanjem kraljevske grobnice utvrđeno je da se između grobova kralja Tvrtka II. i kraljice Doroteje nalazi dječji grob. Kraljica Doroteja umrla je u rujnu 1438. godine, nakon deset godina braka.

## Vanjske povezice
| Prethodnik:    | Bosanski kralj 1404. – 1409. | Nasljednik:    |
| Stjepan Ostoja | Bosanski kralj 1404. – 1409. | Stjepan Ostoja |

| Prethodnik:     | Bosanski kralj 1421. – 1433. | Nasljednik: |
| Stjepan Ostojić | Bosanski kralj 1421. – 1433. | Radivoj     |

| Prethodnik: | Bosanski kralj 1435. – 1443. | Nasljednik:   |
| Radivoj     | Bosanski kralj 1435. – 1443. | Stjepan Tomaš |